# باولا جاكوبس
باولا جاكوبس (بالإنجليزية: Paula Jacobs)‏ هي ممثلة بريطانية، ولدت في 1932.

## وصلات خارجية
- باولا جاكوبس على موقع IMDb (الإنجليزية)
- باولا جاكوبس على موقع ميوزك برينز (الإنجليزية)
- باولا جاكوبس على موقع قاعدة بيانات الفيلم (الإنجليزية)